# HC Davos Ladies
Die HC Davos Ladies (bis 2023 Thurgau Indien Ladies) sind die Fraueneishockeymannschaft des Schweizer Eishockeyclubs HC Davos aus Davos im Kanton Graubünden, die  in der Women’s League spielt.

## Geschichte
1988 wurde die Frauenmannschaft des SC Weinfelden gegründet. Zu Beginn der 1990er Jahre spielten die Ladies in der höchsten Spielklasse LKA, der heutigen Women’s League. 1998 folgte nach dem 5. Platz am Saisonende der freiwillige Abstieg in die dritte Spielklasse (LKC).
1999 schaffte die Mannschaft den Wiederaufstieg in die zweite Spielklasse, in der die Frauen in den folgenden Jahren zu den Spitzenteams gehörten. 2004 folgte nach dem Abgang einiger Leistungsträger zum Partnerteam DSC Oberthurgau der Abstieg in die Leistungsklasse C.
In der Saison 12/13 gelang der ersten Mannschaft der Aufstieg in die höchste Spielklasse (SWHL A). Im Sommer 2020 wurde die erste Frauenmannschaft des SC Weinfelden in einen neuen Verein, die Hockey Team Thurgau Indien Ladies, überführt und die Liga-Lizenz an diesen übertragen. 2022 schloss dieser neue Verein eine Vereinbarung mit der Thurgau Eishockey AG ab, die eine Integration des Frauenteams in den Swiss-League-Club HC Thurgau vorsah. Im November 2022 verkündete der HC Davos (HCD) seine Pläne, das Frauenteam der Thurgau Indien Ladies in den HC Davos zu integrieren. Der Antrag zur Übernahme wurde durch den Schweizer Eishockeyverband genehmigt und die Spiellizenz zur Saison 2023/24 an den HCD übertragen. Im Mai 2023 wurde die Mannschaft in den HC Davos integriert und wurden für das Team Unterkünfte bereitgestellt. Parallel dazu wurde das Frauen-Eishockey-Leistungszentrum Ostschweiz in Kreuzlingen gegründet, das als Unterbau für den HCD und die neue SWHL-B-Mannschaft des HC Thurgau dienen soll.

## Kader der Saison 2025/26
Stand: 4. Juli 2025
| Nr. | Nat.       | Spielerin             | Pos. | Geburtsjahr |
| --- | ---------- | --------------------- | ---- | ----------- |
| 39  | Schweiz    | Caroline Spies        | G    | 2002        |
| 01  | Schweiz    | Jessica Streicher     | G    | 2003        |
| 14  | Schweiz    | Miriana Bottoni       | D    | 2008        |
| 91  | Kanada     | Bri Eid               | D    | 2003        |
| 15  | Schweiz    | Tanja Hänggi          | D    | 1997        |
| 20  | Frankreich | Marie-Pierre Pélissou | D    | 1995        |
| 03  | Schweiz    | Sandra Schmidt        | D    | 2004        |
| 19  | Tschechien | Klára Seroiszková     | D    | 2001        |
| 26  | Schweiz    | Tamara Wegmann        | D    | 2005        |
| 77  | Italien    | Aurora Abatangelo     | F    | 2002        |
| 12  | Schweiz    | Xenia Balzarolo       | F    | 2006        |
| 22  | Schweiz    | Leoni Balzer          | F    | 2006        |
| 11  | Schweiz    | Elisa Dalessi         | F    | 2007        |
| 07  | Schweiz    | Macy Däscher          | F    | 2004        |
| 79  | Schweiz    | Oona Emmenegger       | C    | 2000        |
| 37  | Kanada     | Joelle Fiala          | F    | 2001        |
| 05  | Schweiz    | Julina Gianola        | F    | 2002        |
| 23  | Slowakei   | Lucia Halušková       | F    | 2000        |
| 09  | Schweiz    | Renée Lendi           | F    | 2004        |
| 13  | Italien    | Rebecca Roccella      | F    | 2001        |
| 21  | Schweiz    | Ladina Staub          | F    | 2002        |

### Trainerstab
| Pos.      | Nat.    | Name            | Geburtsdatum |
| --------- | ------- | --------------- | ------------ |
| Trainerin | Schweiz | Evelina Raselli | 3. Mai 1992  |